# Marie-Pier Beaudet
Marie-Pier Beaudet, född 12 december 1986, är en kanadensisk bågskytt. Hon deltog vid olympiska sommarspelen 2004, olympiska sommarspelen 2008 och olympiska sommarspelen 2012.